# Томлинсон, Луэлла
Луэлла Брук Томлинсон (англ. Louella Brooke Tomlinson; род. 8 апреля 1988 года, Мельбурн, Виктория, Австралия) — австралийская профессиональная баскетболистка, которая выступала в женской национальной баскетбольной лиге. На драфте ВНБА 2011 года не была выбрана ни одной из команд. Играла на позиции центровой. Чемпионка женской НБЛ (2012).
В составе национальной сборной Австралии завоевала бронзовые медали летней Универсиады 2009 года в Белграде и летней Универсиады 2011 года в Шэньчжэне, а также принимала участие на чемпионате мира среди девушек до 19 лет 2005 года в Тунисе.

## Ранние годы
Луэлла Томлинсон родилась 8 апреля 1988 года в городе Мельбурн (штат Виктория), а училась она в городе Канберра в колледже Лейк-Джинниндерра, в котором выступала за местную баскетбольную команду.